# Masalit
Els masalit són un grup tribal de Darfur que ocupa la regió anomenada Dar al-Masalit, un districte de l'antiga província de Darfur, al districte de Nyala i de manera dispersa a Dar Fongoro, al Sudan, i a la prefectura de l'Ouaddaï (Waddai) i subprefectura d'Adré, al voltant d'Adré. La seva llengua és el masalit que es parla al sud i est del Darfur, i a l'estat de Gedaref, Geneina, Mistere i Habila Kajangise
El llibre "masalit", de Ustaz Ibrahim Yahiya Abdul Rahman, indicava que els grups tribals dels masalit vivien al llarg de la línia que s'estén des del llac Txad, a l'oest de les fronteres del Sudan amb Etiòpia a l'est; els masalit estaven presents també al sud del Darfur en les àrees de Gireida i Jughana, i en les muntanyes Nuba al Kordofan, a la zona irrigada de la Gezira entre el Nil Blau i Blanc. Els masalit també viuen al sud i est de l'actual estat de Gedaref a l'est del Sudan, i en els pobles connectats a les fronteres d'Etiòpia.
El masalit són sovint molt pobres, que viuen en barraques de fang i sobreviuen amb l'agricultura de subsistència. Fins a les últimes dècades totes les tribus musulmans africanes havien tingut una estreta interacció amb les tribus àrabs de pastors de bestiar (baggares (baggara), o sigui "gent de bestiar"), i en general es van casar i compartit altres interaccions socials. Les últimes dècades d'una campanya d'arabització activa duta a terme des de 1970 pel govern de Khartum ha endurit les identitats ètniques a la zona, i va donar lloc a una reidentificació de totes les tribus musulmanes negres com "africans". El 2003 una rebel·lió militar armada es va iniciar en resposta a la política dels militars sudanesos i a la discriminació social i política contra les tribus del sud i oest pel govern àrab. Tot i que encara s'identifiquen com musulmans, s'han aguditzat les diferències entre ells i les altres tribus que s'identifiquen com a musulmans àrabs.
Human Rights Watch ha documentat una campanya sistemàtica de les FSR i milícies aliades per treure els masalit d'El Geneina, i milers de persones van ser assassinades i centenars de milers van marxar com a refugiats entre abril i novembre de 2023.

## Llengua
El llenguatge masalit també es diu masalit o massalit, i de vegades també se l'anomena kaana masala o jwisince. Aquesta és una llengua nilo-sahariana del grup maven. La majoria són també bilingües en àrab. Pocs poden llegir o escriure en francès (oficial al Txad) o l'àrab, l'idioma nacional del Sudan. Al Txad hi ha tres dialectes de masalit: nord masalit, masalit occidental, i sud masalit. la majoria dels masalit utilitzen l'àrab com a segona llengua; no obstant això, la gent a la zona central i les dones només coneixen limitadament l'àrab. Al Txad la majoria utilitza l'àrab txadià com a segona llengua i el francès és també un segon idioma comú allí. Al Sudan la segona llengua és l'àrab del Sudan. Les taxes d'alfabetització pel Txad indiquen l'alfabetització en llengua masalit és inferior a l'1%, mentre que l'alfabetització en àrab està per sota del 5%.
Fins fa poc l'idioma masalit no tenia escriptura. Un diccionari es va publicar fa uns anys [Edgar, John, A Masalit grammar: with notes on other languages of Darfur and Wadai, Berlín: D. Reimer, 1989.
El surbakhal va ser classificat com a dialecte del masalit però darrerament ha estat reclassificat com una llengua separada. Es creu que hi podria haver uns vuit mil parlants de surbakhal, incloent els masalit que també l'utilitzen com a segona idioma.

## Societat
El masalit són agricultors, com les tribus veïnes. Abans dels recents combats a Dar Fur, els masalit eren autosuficients en l'agricultura de subsistència, incloent la cria de bestiar. En els combats, el seu bestiar ha estat robat i les seves llars, les eines i els cultius han estat destruïts.
El masalit, zaghawa i fur són els tres grans pobles africans del Dar Fur, i tots es declaren musulmans formalment. S'han casat tradicionalment entre les tres ètnies sense problemes i tenien una àmplia interacció social amb les tribus àrabs de pastors de bestiar, comunament anomenats baggares. Els masalit, però, igual que les altres tribus veïnes africanes, conserven moltes de les seves pràctiques tradicionals, malgrat els esforços concertats del govern sudanès dominat pels àrabs religiosos per arabitzar els pobles africans. Per exemple, igual que els nubes i altres pobles al sud del Sudan, que destil·len una cervesa tradicional anomenada marissa; aquesta cervesa és rica en vitamines B i ha estat un element bàsic en la dieta masalit; no consideren aquesta beguda com "alcohol" en el sentit de la prohibició islàmica. L'enfocament va canviar quan les disposicions de la xària (llei islàmica) es van dur a terme estrictament sota el programa d'islamització de Gaafar al-Nimeiry en la dècada de 1970. Les tribus africanes a Dar Fur, que es consideraven devots musulmans, es van resistir a aquesta intrusió en el seu estil de vida, ja que no estan d'acord amb la versió de l'islam més rigorista dels àrabs del nord; les dones africanes al Dar Fur tenen més llibertat que les dones àrabs i fins i tot fabriquen maons i construeixen habitacles, cosa impròpia per una dona àrab

## Història
El que ara es coneix com Dar Fur era una zona comercial ocupada per la Sisena Dinastia d'Egipte, al voltant de 2300 aC. Caravanes comercials van viatjar entre Assuan (al riu Nil) i Dar Fur, on elements com el banús, ivori i l'encens de Yam a l'Àfrica occidental estaven disponibles. Es creu que en aquest moment, aquesta zona no era tan desèrtica com ara. Diverses dinasties, sobretot tribals o ètnics en la naturalesa, van governar la zona, com els fur, dels quals el país agafa el nom (Dar Fur és un nom àrab que significa "terra dels fur"; aquest nom àrab de la regió és una traducció del nom en la llengua dels fur, Poraáng Barú). El masalit va establir un estat independent entre 1884 i 1921, anomenat Dar masalit (Dar al-Masalit pels àrabs) nom que es conserva en un dels districtes de Darfur.
Foren considerats bons guerres. Es van enfrontar als francesos el 1910. Després formà part del Sudan però el territori dels masalit tenia un estatus especial en comparació amb els altres cinc districtes de la província de Darfur i l'administrador era conegut com a intendent (àrab Mutamad معتمد) de Dar masalit (Casa dels masalits), mentre que l'administrador superior en els altres districtes era anomenat Inspector de Districte. En els tres anys de la guerra de 2003 a 2006, la majoria dels masalit foren expulsats de les seves llars i molts han estat reubicats en pobles sudanesos de Masteri, el Congo Haraza, Beïda i Arara. D'altres han fugit a Txad entre els 1-2 milions de refugiats que hi viuen en diferents campaments i pobles.